# Notopoides latus
Notopoides latus är en kräftdjursart som beskrevs av Henderson 1888. Notopoides latus ingår i släktet Notopoides och familjen Raninidae. Inga underarter finns listade i Catalogue of Life.